# Malva (film fra 1924)
Malva er en tysk stumfilm fra 1924 af Robert Dinesen.

## Medvirkende
- Lya De Putti som Malva
- Hans Adalbert Schlettow som Tadzio
- Ernst Rückert som Tassilo
- Erich Kaiser-Titz som Gregori
- Tronier Funder som Bosco